# Jakob Knaflič
Jakob (Radoslav) Knaflič, učitelj, rodoljub in publicist, * 22. julij 1862, Ivanjski Vrh, † 1941 Radvanje

## Življenje
Rodil se je očetu Jožefu in materi Mariji. Po končani ljudski šoli v Cerkvenjaku je v  Varaždinu obiskoval  gimnazijo, kjer je bil kljub revščini odličnjak. Učiteljišče je končal v  Ljubljani in bil učitelj v Šmarju pri Jelšah, Šentjurju pri Celju, do konca prve svetovne vojne pa  nadučitelj v Vrhu nad Laškim ter Kokarjah v  Zadrečki dolini po vojni do upokojitve pa v Radvanju pri  Mariboru.

## Delo
V času austro-ogerske države se je izkazal s svojim delovanjem v različnih slovenskih društvih in stiki z slovanskimi narodi, v Vrhu je med svojim 15-letnim službovanjem ustanovil zgledno izobraževalno knjižnico, tik pred prvo svetovno vojno pa se je predvsem boril zoper vse večji  germanistični pritisk in objavljal zavzete politične članke v celjski Domovini, Učiteljskem tovarišu,Slovenskem narodu in drugod. Aktivno je deloval v Narodni stranki, po vojni pa v različnih radvanjskih in mariborskih društvih. Iz češčine je prevajal leposlovje in del tega tudi objavil v časopisu. 

## Vir
- Bernard Rajh; Marjan Toš, ur. (2001). Podoba kraja Občine Cerkvenjak. Slovenskogoriški forum. COBISS 45861121. ISBN 961-90917-0-1.
- Jutro,1.April,1941